# Club de París
El Club de París, és un fòrum informal de creditors oficials i països deutors. La seva funció és coordinar formes de pagament i renegociació de deutes externs dels països i institucions de préstec. La seva creació, que és la primera reunió informal, és de 1956 quan Argentina va estar d'acord a efectuar una trobada amb els seus creditors públics. Acord conclòs el 16 de maig. El Club de París tracta les reclamacions públiques (és a dir, les degudes pels governs dels països deutors i pel sector privat), garantides pel sector públic als membres del Club de París. Un procés similar es produeix per al deute públic que tenen els creditors privats al Club de Londres, que es va organitzar l'any 1970 sobre el model del Club de París com un grup informal de bancs comercials es reuneix per renegociar el deute que tenen amb els deutors sobirans.
Els creditors del Club de París ofereixen tractaments del deute als països deutors en forma de reprogramació, que és un alleujament del deute mitjançant l'ajornament o, en el cas de la reprogramació favorable, la reducció de les obligacions del servei del deute durant un període definit (tractament de flux) o a partir d'una data determinada (tractament d'estocs).
Les reunions s'efectuen a París de 10 a 11 vegades a l'any entre sessions de renegociació, anàlisi de deute o aspectes metodològics. El President de les sessions és un alt funcionari de la direcció de Tresoreria de França. El Copresident i Vicepresident són també funcionaris de la Tresoreria de França.
S'han efectuat fins a 2023 478 acords amb 102 països deutors.

## Membres del Club de París
Està integrat pels següents països creditors permanents: Alemanya, Austràlia, Àustria, Bèlgica, Brasil, Canadà, Dinamarca, EUA, Espanya, Finlàndia, França, Irlanda, Itàlia, Japó, Noruega, Rússia, Països Baixos, Regne Unit, Suècia, Suïssa i Israel.
Han participat en algun moment com a deutors: Argentina, Xile, Perú, Corea del Sud, Unió dels Emirats Àrabs, Israel, Angola, Kuwait, el Marroc, Mèxic, Nova Zelanda, Portugal, Trinidad i Tobago, Turquia i Tuvalu.

### Participants ad hoc
Altres creditors oficials també poden participar en sessions de negociació o en debats mensuals «Tours d'Horizon», amb l'acord dels membres permanents i del país deutor. Quan participen en les discussions del Club de París, els creditors convidats actuen de bona fe i compleixen les pràctiques descrites a continuació. Els creditors següents han participat en alguns acords del Club de París o Tours d'Horizon de manera ad hoc: Abu Dhabi, Argentina, Banc Popular de la Xina, Kuwait, Mèxic, Marroc, Nova Zelanda, Portugal, Sud-àfrica, Trinitat i Tobago, Turquia.

### Observadors
Els observadors estan convidats a assistir a les sessions de negociació del Club de París, però no poden participar en la pròpia negociació, ni signar l'acord que formalitzi el resultat de la negociació.
Hi ha tres categories d'observadors:
1) Representants d'institucions internacionals:
- Fons Monetari Internacional (FMI)
- Banc Mundial
- Organització per a la Cooperació i el Desenvolupament Econòmic (OCDE)
- Conferència de les Nacions Unides sobre Comerç i Desenvolupament (UNCTAD)
- Comissió Europea
- Banc Africà de Desenvolupament
- Banc Asiàtic de Desenvolupament
- Banc Europeu per a la Reconstrucció i el Desenvolupament (BERD)
- Banc Interamericà de Desenvolupament (BID)
- Índia

2) representants dels membres permanents del Club de París que no tinguin cap reclamació relacionada amb el tractament del deute (per exemple creditors els crèdits dels quals estiguin coberts per la disposició de minimis) o que no siguin creditors del país deutor en qüestió, però que, tanmateix, vulguin assistir a la reunió de negociació;
3) representants de països que no són del Club de París que tinguin reclamacions sobre el país deutor en qüestió, però que no estiguin en condicions de signar l'acord del Club de París com a participants ad hoc, sempre que els membres permanents i el país deutor acordin la seva assistència.

## Organització

### El Secretariat
La Secretaria es va crear per preparar sessions de negociació més efectives. El Secretariat està format per una desena de persones del Tresor del Ministeri de Finances i Comptes Públics francès.
La funció del Secretariat és principalment salvaguardar els interessos comuns dels països creditors que participen en el Club, i facilitar l'assoliment d'un consens entre ells a cada nivell de les discussions. Per aconseguir-ho, la Secretaria prepara sessions de negociació segons un mètode concret.
En les primeres etapes de les discussions, la Secretaria analitza la capacitat de pagament del país deutor i ofereix als creditors una primera proposta de tractament. Aquesta proposta és discutida pels creditors (les posicions dels quals durant la negociació es transcriuen a l'anomenada «taula màgica»). La Secretaria també s'encarrega de redactar l'acta de negociació.
La Secretaria també contribueix a vetllar pel compliment dels diferents pactes continguts en l'acta i manté relacions externes amb creditors de tercers estats i bancs comercials, en particular per garantir el màxim respecte possible al tractament de la clàusula de comparabilitat.

### La cadira
Des de 1956, la Presidència del Club de París està assegurada pel Tresor francès.
El president del Club de París és Emmanuel Moulin, director general del Tresor. El copresident és William Roos, secretari adjunt del Departament d'Afers Multilaterals, Comerç i Polítiques de Desenvolupament. El vicepresident és Christophe Bories, el seu adjunt a càrrec de la Divisió d'Afers Financers Multilaterals i Desenvolupament. Un d'aquests tres copresidents ha de presidir cada reunió del Club de París.
En particular, durant les sessions de negociació, el president del Club de París exerceix el paper d'intermediari entre els creditors, que elaboren propostes de tractament del deute, i el representant del país deutor, normalment el ministre d'Hisenda. És responsable de sotmetre a la delegació del deutor els termes pactats pels creditors. Si el deutor -que és habitual- rebutja la primera oferta de creditors, s'inicia la negociació pròpiament dita, el President actua com a llançadora entre el deutor i els creditors.
Llista de presidents Llista incompleta:
- Jean-Claude Trichet (1985–1993)
- Christian Noyer (1993–1997)
- Jean-Pierre Jouyet (2000-2005)
- Xavier Musca (2005–2009)
- Ramon Fernandez (2009–maig 2014)
- Bruno Bézard (2014-2016)
- Odile Renaud-Basso (2016-2020)
- Emmanuel Moulin (2020 - present)

## Principis del Club de París
· Solidaritat: Tots els membres del Club de París es comprometen a actuar com a grup en les seves relacions amb un país deutor determinat i a ser sensibles a l'efecte que la gestió de les seves reclamacions particulars pugui tenir sobre les reclamacions dels altres membres.
· Consens: les decisions del Club de París no es poden prendre sense consens entre els països creditors participants.
· Intercanvi d'informació: el Club de París és un fòrum únic per compartir informació. Els membres del Club de París comparteixen regularment opinions i informació entre ells sobre la situació dels països deutors, es beneficien de la participació de l'FMI i el Banc Mundial i comparteixen dades sobre les seves reclamacions de manera recíproca. Per tal que les discussions siguin productives, les deliberacions es mantenen confidencials.
· Cas per cas: el Club de París pren decisions cas per cas per tal d'adaptar la seva acció a la situació individual de cada país deutor. Aquest principi es va consolidar amb l'Enfocament d'Evian.
· Condicionalitat: el Club de París només negocia reestructuracions de deute amb països deutors que: 1) necessiten alleujament del deute. S'espera que els països deutors proporcionin una descripció precisa de la seva situació econòmica i financera, 2) han implementat i s'han compromès a implementar reformes per restaurar la seva situació econòmica i financera, i 3) tenen un historial demostrat d'implementació de reformes en el marc d'un programa de l'FMI. Això vol dir, a la pràctica, que el país ha de tenir un programa actual recolzat per un acord adequat amb l'FMI (Stand-By, Fons ampliat, Fons per a la reducció de la pobresa i el creixement, Instrument de suport a les polítiques). El nivell del tractament del deute es basa en el buit de finançament identificat al programa de l'FMI. En el cas d'un tractament de flux, el període de consolidació coincideix amb el període en què l'acord de l'FMI mostra la necessitat d'alleujar el deute. Quan el tractament de flux s'estén durant un llarg període (generalment més d'un any), l'acord del Club de París es divideix en fases. Les quantitats vençudes durant la primera fase es tracten tan bon punt entri en vigor el conveni. Les fases posteriors s'executen després de la realització de les condicions esmentades a l'acta acordada, inclosa la no acumulació d'endarreriments i l'aprovació de les revisions del programa de l'FMI.
· Comparabilitat de tractament: Un país deutor que signi un acord amb els seus creditors del Club de París no hauria d'acceptar dels seus creditors comercials i bilaterals que no pertanyen al Club de París condicions de tractament del seu deute menys favorables per al deutor que els pactats amb el Club de París.

## Reunions
Els països creditors del Club de París solen reunir-se 10 vegades l'any. Cada sessió inclou una reunió d'un dia anomenada «Tour d'Horizon» durant la qual els creditors del Club de París discuteixen la situació del deute dels països deutors o qüestions metodològiques relacionades amb els problemes de deute de manera més àmplia. La sessió també pot incloure reunions de negociació amb un o més països deutors.

### Negociacions
Un país deutor és convidat a una reunió de negociació amb els seus creditors del Club de París quan ha conclòs un programa adequat amb el Fons Monetari Internacional (FMI) que demostri que el país no és capaç de fer front a les seves obligacions de deute extern i, per tant, necessita un nou acord de pagament. amb els seus creditors externs (principi de condicionalitat). Els creditors del Club de París vinculen la reestructuració del deute amb el programa de l'FMI perquè les reformes de la política econòmica pretenen restaurar un marc macroeconòmic sòlid que redueixi la probabilitat de futures dificultats financeres.
Els vint membres permanents del Club de París podran participar en les reunions de negociació, com a creditors participants si tenen reclamacions envers el país deutor convidat, com a observadors si no. Altres creditors bilaterals oficials poden ser convidats a assistir a reunions de negociació de manera ad hoc, amb l'acord dels membres permanents i del país deutor. Representants d'institucions internacionals, en particular l'FMI, el Banc Mundial i el banc de desenvolupament regional corresponent també assisteixen a la reunió com a observadors. El país deutor normalment està representat pel ministre d'Hisenda. Generalment lideren una delegació formada per funcionaris del Ministeri d'Hisenda i del Banc Central.

### Passos en una negociació
Després d'unes paraules del president per donar la benvinguda a tothom i per obrir la reunió, la reunió oficial s'inicia amb una declaració del ministre del país deutor, que exposa en particular el tractament del deute sol·licitat.
Aquesta declaració és seguida de declaracions de l'FMI i del Banc Mundial i, si escau, de representants d'altres institucions internacionals.
Els representants dels països creditors poden sol·licitar informació addicional o aclariments al ministre sobre la situació del país deutor.
Després de respondre a qualsevol pregunta, la delegació del país deutor abandona la sala principal i es queda en una altra habitació durant tota la sessió.
Els creditors discuteixen entre ells una proposta de tractament del deute. Un cop els creditors acordin un tractament, el president de la junta presentarà aquesta proposta de tractament a la delegació del país deutor. Si el país deutor no està d'acord i demana modificacions a la proposta dels creditors, el president traslladarà aquesta sol·licitud als creditors, que la discutiran i consideren una nova proposta. Aquest procés continua fins que s'arribi a un acord comú entre els creditors i el país deutor.
Un cop s'arriba a un acord sobre les condicions del tractament, un document anomenat Acta acordada formalitza l'acord per escrit en francès i en anglès. Aquest conveni és redactat per la Secretaria del Club de París i després aprovat pels creditors i el deutor.
A continuació, la delegació del país deutor torna a la sala principal i l'acta acordada és signada pel president, el ministre del país deutor i el cap de delegació de cada país creditor participant.
Un comunicat de premsa acordat entre els creditors i els representants del país deutor es publica per a la seva publicació un cop finalitzada la sessió de negociació.

## Condicions del Club de París
El 8 d'octubre de 2003, els membres del Club de París van anunciar un nou enfocament que permetria al Club de París oferir la cancel·lació del deute a un grup més ampli de països. El nou enfocament, anomenat «Enfocament d'Evian», introdueix una nova estratègia per determinar els nivells d'alleujament del deute del Club de París que és més flexible i pot proporcionar la cancel·lació del deute a un nombre més gran de països del que estava disponible sota les regles anteriors del Club de París. Abans de la introducció de l'Enfocament d'Evian, la cancel·lació del deute estava restringida als països elegibles per als préstecs de l'IDA del Banc Mundial segons els termes de Nàpols o els països HIPC segons els termes de Colònia. Molts observadors creuen que el fort suport dels Estats Units a l'alleujament del deute de l'Iraq va ser un impuls per a la creació del nou enfocament.
En comptes d'utilitzar indicadors econòmics per determinar l'elegibilitat per a l'alleujament del deute, tots els casos potencials d'alleujament del deute es divideixen ara en dos grups: països HIPC i països no HIPC. Els països HIPC continuaran rebent assistència en els termes de Colònia, que sancionen la cancel·lació del deute fins a un 90%. Els països no PPME s'avaluen cas per cas.
Els països no PPME que busquen alleujament del deute se sotmeten primer a una anàlisi de sostenibilitat del deute de l'FMI. Aquesta anàlisi determina si el país pateix un problema de liquiditat, un problema de sostenibilitat del deute o tots dos. Si l'FMI determina que el país pateix un problema temporal de liquiditat, els seus deutes es reprogramaran fins a una data posterior. Si el país també està decidit a patir problemes de sostenibilitat del deute, quan no té els recursos a llarg termini per fer front a les seves obligacions de deute i la quantitat del deute afecta negativament la seva capacitat de pagament futura, el país és elegible per a la cancel·lació del deute.